# (5318) Dientzenhofer
(5318) Dientzenhofer ist ein Asteroid des Hauptgürtels, der am 21. April 1985 vom tschechischen Astronomen Antonín Mrkos am Kleť-Observatorium (IAU-Code 046) in der Nähe der Stadt Český Krumlov in Südböhmen entdeckt wurde.
Der Asteroid wurde nach dem deutschen Baumeister des Barock Christoph Dientzenhofer (1655–1722) und seinem Sohn Kilian Ignaz (1689–1751) benannt, die zu den führenden Baumeistern des böhmischen Barock zählen.